# Ян Зайдель
Ян Зайдель (нар. 10 жовтня 1984) — німецький футбольний арбітр.

## Кар‘єра
Ян Зайдель живе в Оберкремері. Він судив матчі в Північній регіональній лізі з сезону 2008–2009 років, а також керував іграми в 3-му дивізіоні з сезону 2009–10  до сезону 2011–12. Згодом отримав спеціалізацію асистента арбітра. 
Як лайнсмен Зайдель судив матчі Другої Бундесліги з сезону 2009–10 та в іграх Бундесліги з сезону 2012–13. З сезону 2016–17 — лайнсмен Ліги Європи УЄФА, а з сезону 2017–18 — Ліги чемпіонів УЄФА. У квітні 2021 року він разом з Рафаелем Фолтином потрапив до складу суддівської команди Даніеля Зіберта на Євро-2020 влітку 2021 року. У травні 2022 року він разом з Рафаелем Фолтином потрапив у суддівську бригаду Даніеля Зіберта на Чемпіонат світу з футболу 2022. У 2024 році разом з Рафаелем Фолтином знову отримав місце у складі бригади Даніеля Зіберта на Євро-2024.